# Kivimäe (Tallinn)
Kivimäe est un quartier du district de  Nõmme  à Tallinn en Estonie.

## Description
En 2019, Kivimäe compte 4 778 habitants.
Sa superficie est de 2,22 km2.
Ses quartiers limitrophes sont Hiiu, Nõmme et Pääsküla
Les rues principales du quartier de Kivimäe sont : le boulevard Vabaduse, Voolu tänav, Ilmarise tänav, Kivimäe tänav, Lauliku, Olevi tänav, Põllu tänav, Pärnu maantee, Radtee tänav, Sanatooriumi tänav, Taara tänav, Johann Voldemar Jansen  tänav.

## Population
| 2008  | 2010  | 2011  | 2012  | 2013  | 2014  |
| ----- | ----- | ----- | ----- | ----- | ----- |
| 4 815 | 4 710 | 4 736 | 4 784 | 4 813 | 4 936 |

| 2015  | 2016  | 2017  | 2018  | 2019  | 2020  |
| ----- | ----- | ----- | ----- | ----- | ----- |
| 4 872 | 4 861 | 4 809 | 4 856 | 4 778 | 4 854 |

| 2021  | 2022  | - | - | - | - |
| ----- | ----- | - | - | - | - |
| 4 778 | 4 666 | - | - | - | - |

## Transports
Les lignes de bus n° 18, 20, 27 desservent le quartier.
La ligne Tallinn-Keila passe par la halte de Kivimäe (et) située dans le quartier. Les trains ELR5 (Tallinn - Paldiski), ELR51 (Tallinn - Riisipere), ELR52 (Tallinn - Kloogaranna), ELR53 (Tallinn - Keila) et ELR7 (Tallinn - Pääsküla) s'y arrêtent.

## Lieux et monuments
Les bâtiments  de haute valeur architecturale sont:
- Jannseni tänav 22-23
- Kivimäe tänav 16
- Kõla tänav 4
- Lauliku tänav 4
- Pärnu maantee 355 et 416
- Raudtee tänav 128 - 130
- Sihi tänav 135 / Sanatooriumi tänav 4
- Sanatooriumi tänav 22
- Taara tänav 19 / Sulevi tänav 10
- Taara tänav 25b / Kandle tänav 11
- Värsi tänav 7 et 19

## Galerie

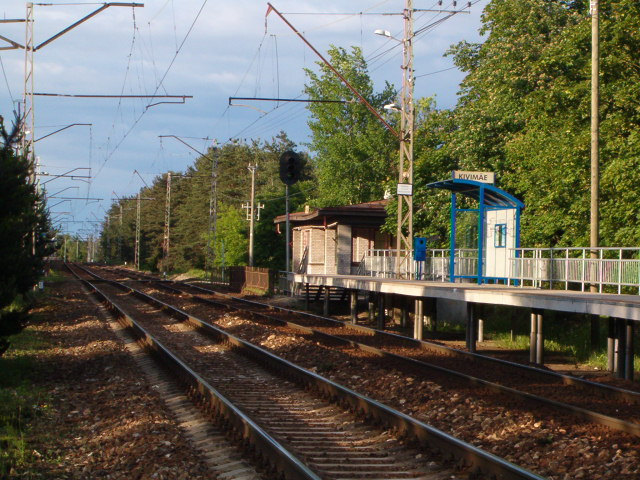
Gare de Kivimäe
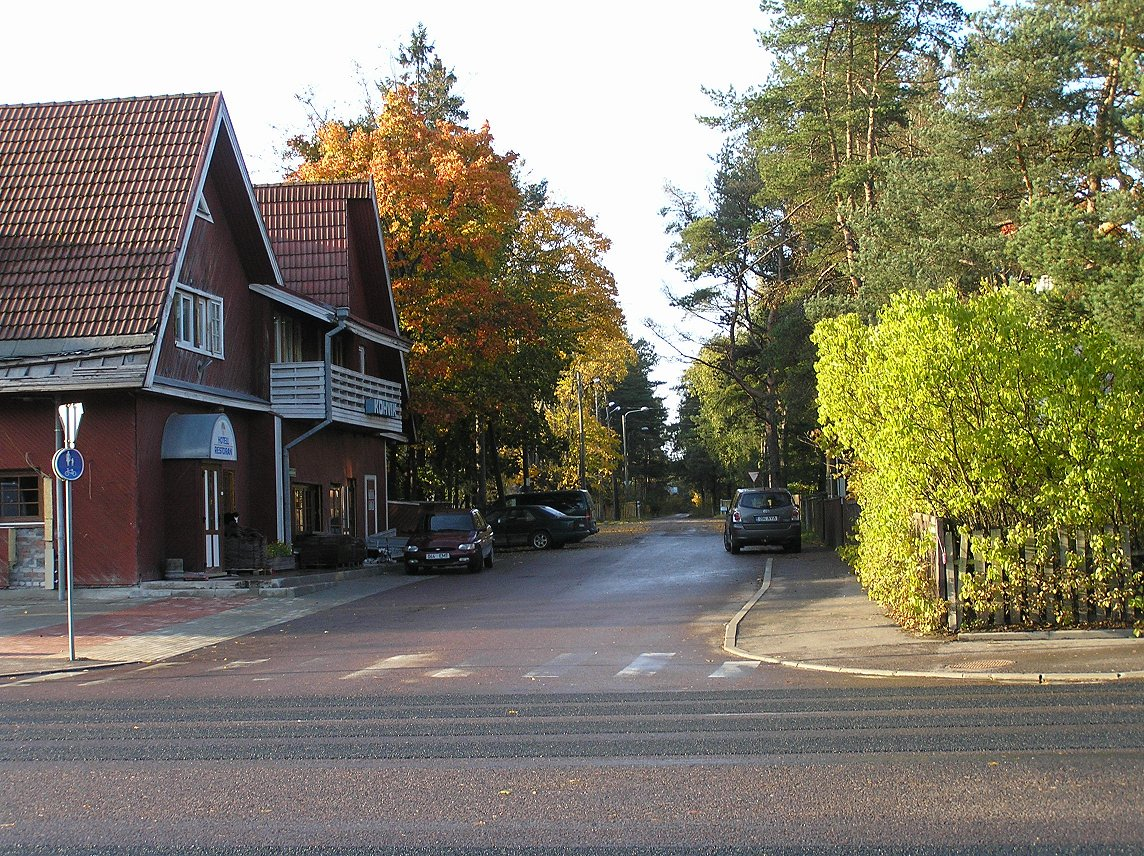
Rue Sanatooriumi.
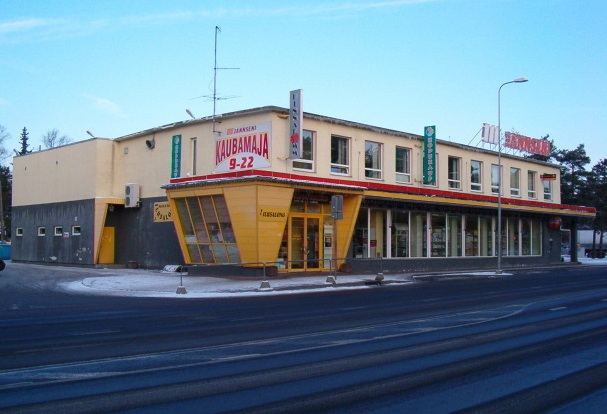
Centre commercial "Jannseni Kaubamaja"
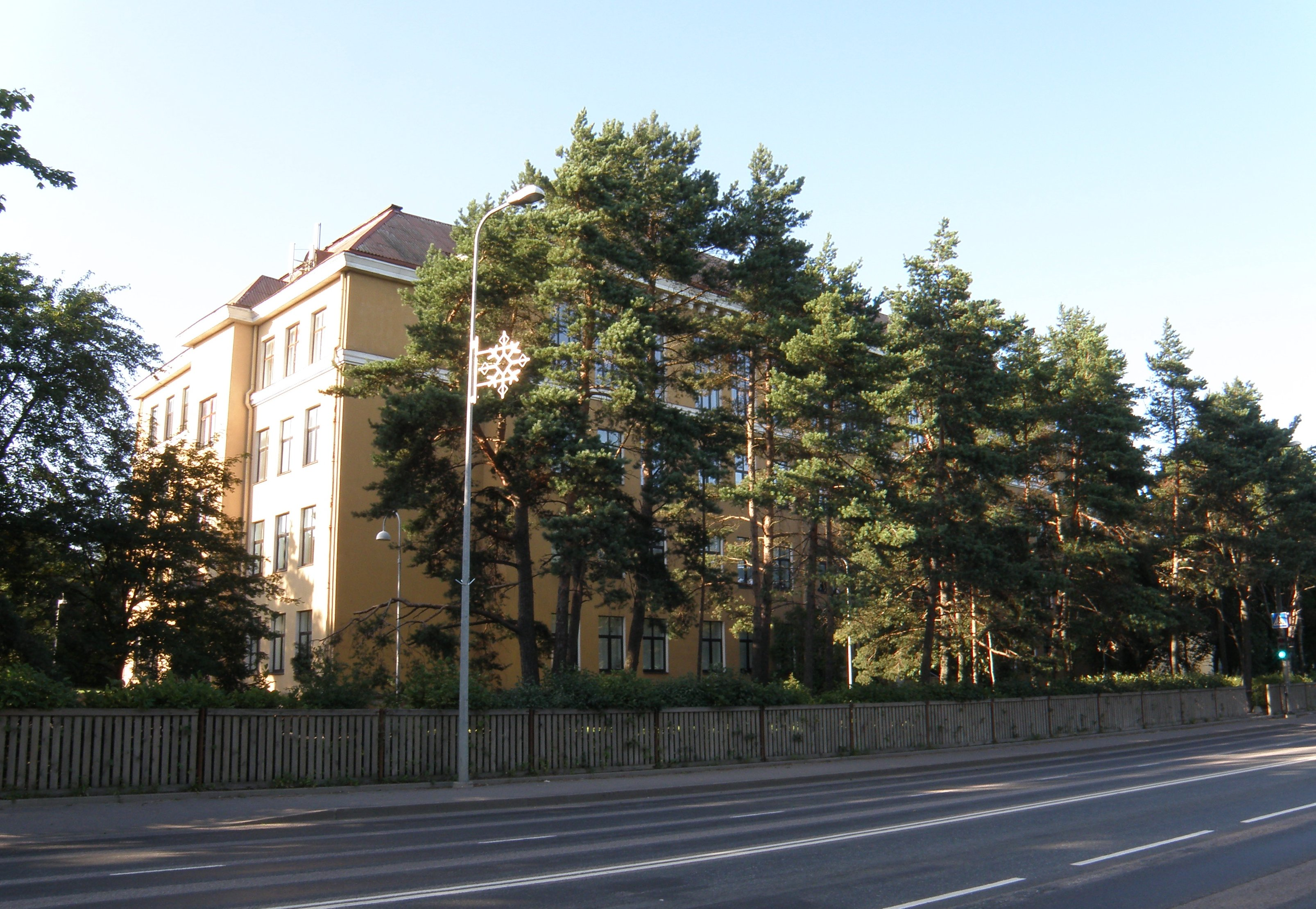
École supérieure de musique.
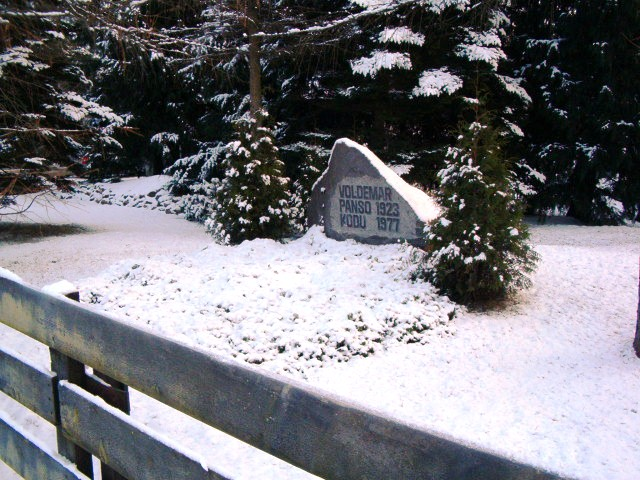
Mémorial à Voldemar Panso.